# Château de Goujon
 (mai 2023).
- Si vous ne connaissez pas le sujet, laissez ce bandeau (vous pouvez alors contacter les auteurs).
- Si vous supprimez le contenu mis en cause (vous pouvez préalablement contacter les auteurs),

argumentez précisément cette suppression dans la page de discussion
(un manque de référence n'est pas un argument ; une recherche réelle de référence doit avoir été effectuée, être formellement documentée).
Le château de Goujon est situé à l'entrée de la commune de Cossaye dans le département de la Nièvre, en France.

## Historique
Le château faisait préalablement partie d'un domaine bien plus étendu qui s'étendait sur plusieurs communes aux alentours, dont celle de Saint-Germain-Chassenay, et qui appartenait à la famille Prud'homme avant d'être divisé. Ce château a été le fief de la famille Brivet, depuis sa rénovation au XIXe siècle jusqu'à aujourd'hui. Les seigneurs de cette famille du bas Nivernais ont régné sur leur domaine à partir de cette position stratégique située sur les hauteurs d'un vallon dans lequel coule l'Acolin. Une branche de cette famille détient le moulin « de la motte » situé en contrebas de la rivière.

## Architecture
Le bâtiment principal fut bâti lors de la première moitié du XIXe siècle. Les dépendances comprennent un corps central, des écuries, un pigeonnier ainsi que d'autres bâtiments à vocation agricole.

## Localisation
Situé au sud du bourg, entre les routes départementales D137 et D 281, le château de Goujon est l'un des deux châteaux de la commune de Cossaye. L'autre château est le château de la Grange, vaste construction moderne du XIXe siècle également, construit près de l'emplacement d'un château féodal du Moyen Âge qui avait été brûlé à la Révolution.